# 国际南极旅游组织协会
南極旅遊組織協會（英語：International Association of Antarctica Tour Operators，IAATO），由七個初始公司於1991年《南極條約環境保護議定書》簽署後創立。協會的的主要目標為“提倡安全且兼具保育責任的私人南極旅遊行為”。
自協會開始接受新會員以來，該協會截至已有超過一百名會員；協會之外，仍有其他旅遊業者在南極進行未依照該協會環保章程的觀光行為。
由於8個國家在南極洲存在的領土爭議（有些聲稱領土甚至彼此重疊），使得南極旅遊沒有主權國家能夠管轄，需要業者的高度自律性。故成立南極旅遊組織協會方便進行管理。
南極旅遊組織協會的網站提供關於《南極條約》、旅遊須知與旅遊行為數據統計等各項資料，供民眾查詢南極旅遊的相關訊息。